# Abigail II: The Revenge
Abigail II: The Revenge, pubblicato nel 2002 da Metal Blade Records, è il decimo album della band di King Diamond e si tratta di un concept ideato come seguito dell'album Abigail del 1987. La grafica è ad opera di Travis Smith. Il concept racconta la storia di Abigail da adulta e della sua morte. La trama presenta alcuni riferimenti ad altri album del gruppo.

## Tracce
1. Spare This Life – 1:44
2. The Storm – 4:22
3. Mansion in Sorrow – 3:36
4. Miriam – 5:10
5. Little One – 4:32
6. Slippery Stairs – 5:10
7. The Crypt – 4:11
8. Broken Glass – 4:14
9. More Than Pain – 2:31
10. The Wheelchair – 5:19
11. Spirits – 4:58
12. Mommy – 6:27
13. Sorry Dear – 0:54

## Formazione
- King Diamond - voce, tastiere
- Andy LaRocque - chitarra, tastiere
- Mike Wead - chitarra
- Hal Patino - basso
- Matt Thompson - batteria
- Kol Marshall - tastiere